# Arcturus crenulatus
Arcturus crenulatus är en kräftdjursart som beskrevs av Gurjanova 1933. Arcturus crenulatus ingår i släktet Arcturus och familjen Arcturidae. Inga underarter finns listade i Catalogue of Life.